# Асадолла Алам
Амір Асадолла Алам (перс. فارسی; 1 квітня 1919 — 14 квітня 1978) — іранський державний і політичний діяч, прем'єр-міністр країни у 1962—1964 роках.

## Кар'єра
У 23-річному віці став губернатором провінції Систан і Белуджистан. 1946 року очолив міністерство сільського господарства, ставши наймолодшим членом уряду в новітній історії країни. За часів прем'єрства Мохаммеда Мосаддика у Алама забрали паспорт, щоб він не зміг залишити країну.
Після повалення Моссадика повернувся до Тегерана, де став одним з найближчих радників Мохаммеда Рези Пахлаві. 1962 року був призначений на посаду прем'єр-міністра. За часів його врядування в межах політичної реформи жінкам було надано активне й пасивне виборчі права, було розширено можливості політичної участі для національних і релігійних меншин, знято обмеження на заміщення ними низки державних посад. При цьому вони отримували право присягатись не на Корані, а на власних священних для них книгах. Ісламське духовенство сприйняло такі ініціативи як оголошення війни. Країною прокотилась хвиля заворушень. Вперше з часів Другої світової війни в Тегерані було запроваджено надзвичайний стан. Один з демонстрантів був убитий, кілька десятків зазнали поранень, однак зрештою положення, що стосувались присяги були виключені з виборчого законодавства. Однак у питанні надання виборчого права жінкам Алам був непохитний.
Політична криза, що вивела в лідери духовної та політичної опозиції аятолу Хомейні, призвела у березні 1964 року до відставки уряду. За десять днів Алам був призначений на посаду ректора Університету Пахлаві в Ширазі.
У 1966—1977 роках обіймав посаду міністра у справах двору. На тій посаді відігравав провідну роль у плануванні та проведенні заходів, присвячених 2500-річчю іранської монархії. У липні 1977 року переїхав до Європи на лікування онкологічного захворювання, потім переїхав до США, де й помер 1978 року.